# Die schönsten Franzosen kommen aus New York

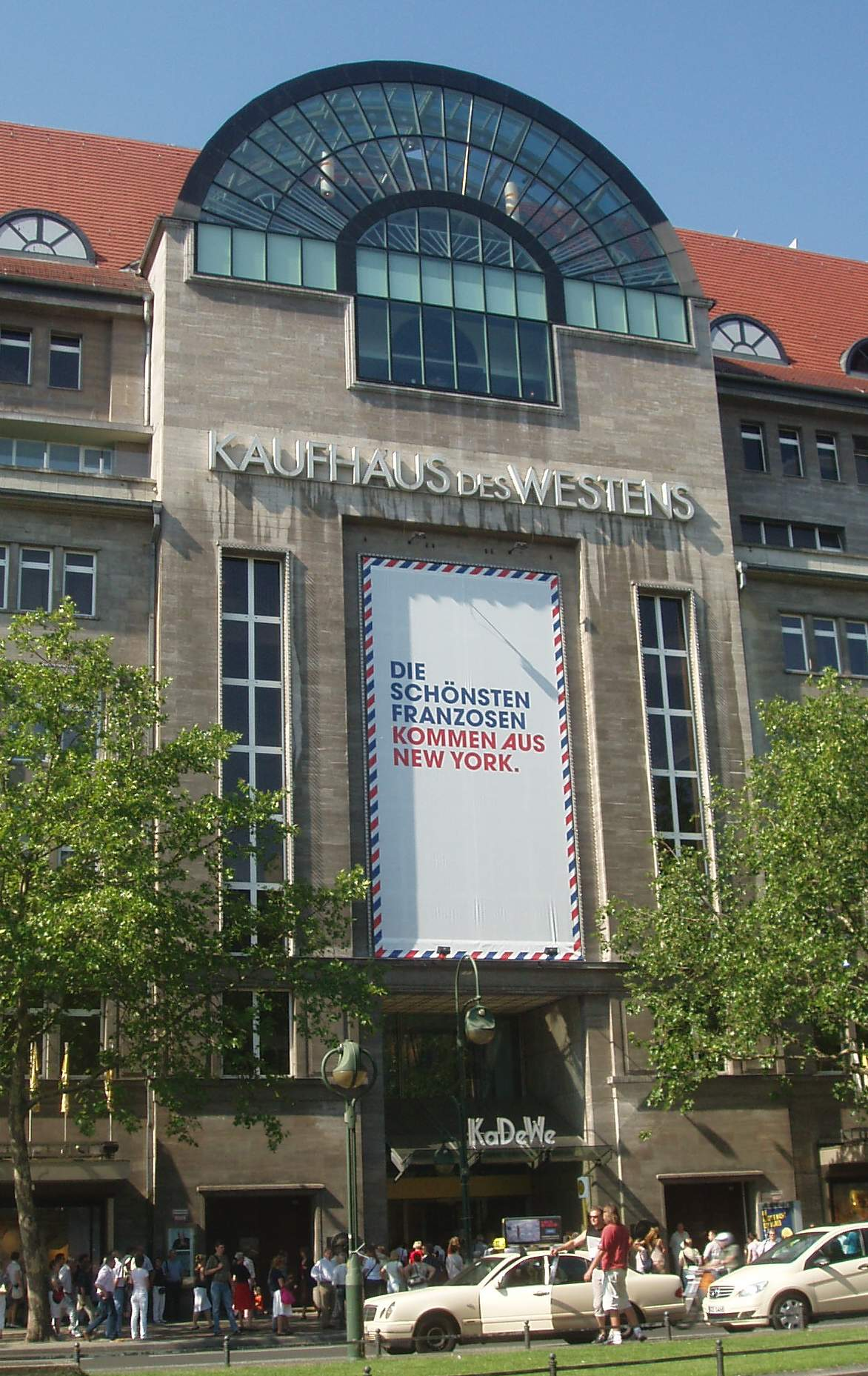
Плакат выставки на фасаде универмага «Kaufhaus des Westens»

«Die schönsten Franzosen kommen aus New York» («Самые красивые французы из Нью-Йорка») — название выставки, которая проходила в Берлине с 1 июня по 7 октября 2007 г. Под рабочим названием «Шедевры французской живописи XIX столетия» нью-йоркский музей Метрополитен показывает в Новой национальной галерее в Берлине около 150 работ французских живописцев и скульпторов из своего собрания.

## Экспозиция

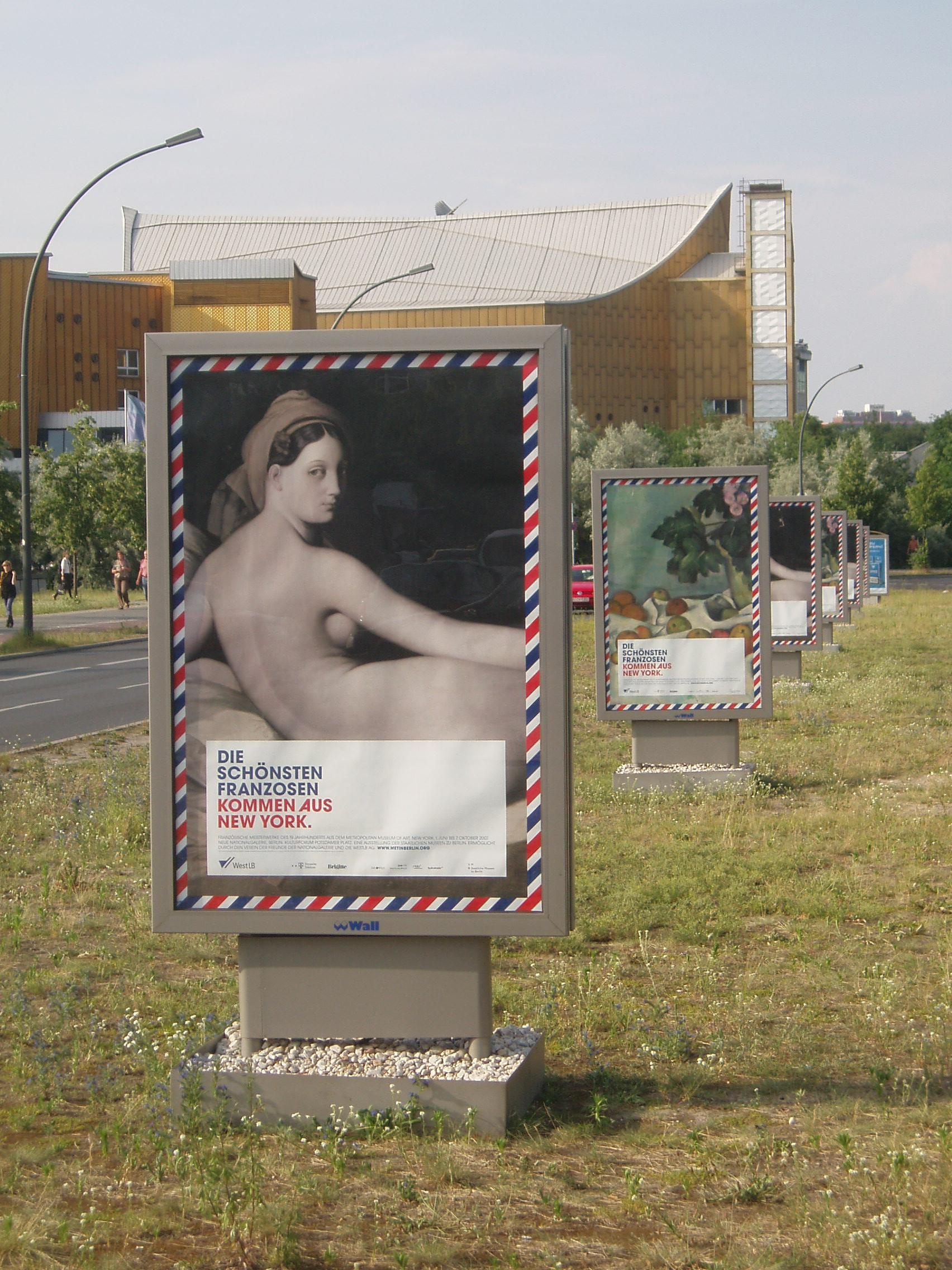
Плакат выставки перед зданием Берлинской филармонии в Культурфоруме

Музей Метрополитен обладает самой большой после музея Орсе коллекцией объектов французского искусства XIX столетия. В связи с реконструкцией и расширением, нью-йоркский музей впервые в своей истории передал для показа столь обширную часть своей коллекции. Берлин — единственный город в Европе, где демонстрируется эта коллекция. Организатором выставки является Общество друзей Национальной галереи, которое уже организовывало выставку работ из музея Метрополитен в 2004 году. В отличие от выставки 2004 года, которая также проходила в Новой Национальной галерее, новая концепция позволила избежать длинных очередей при входе в галерею. С помощью СМС обладатели билетов информируются о времени входа в галерею. Председатель общества друзей галереи Петер Рауэ ожидает по меньшей мере 400.000 посетителей и расходы в размере 10 миллионов евро. Рекламные плакаты выставки в виде открыток авиапочты размещены по всему Берлину, а также в Нью-Йорке и Париже. Специально к выставке группа Vivie написала песню под названием A.M.E.R.I.K.A.

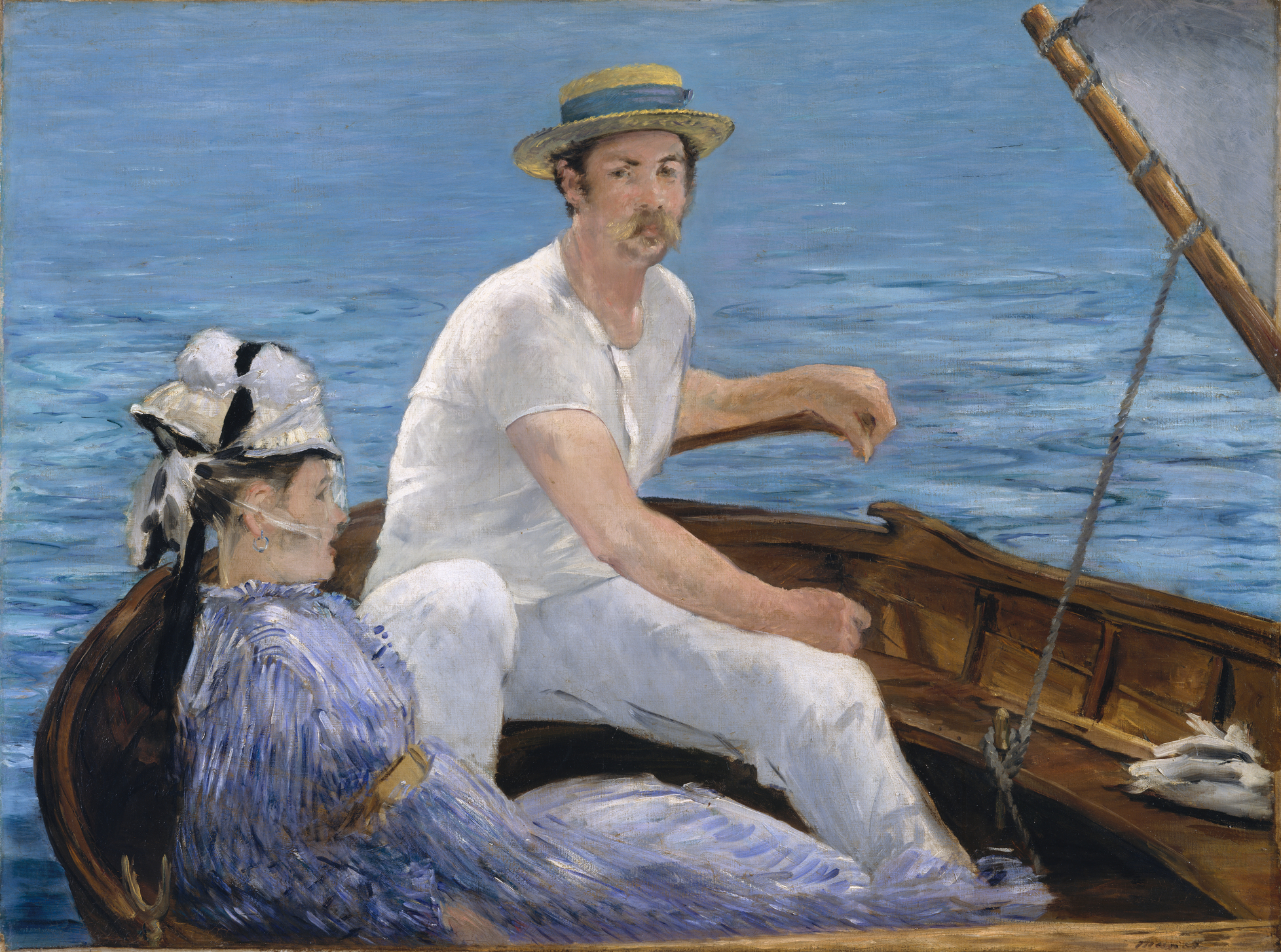
«В лодке», Эдуар Мане, 1874

Основанный в 1870 году, музей Метрополитен является негосударственным учреждением, его история берёт своё начало с инициативы нью-йоркских бизнесменов, деятелей искусства и интеллигенции. Своими обширными фондами музей обязан прежде всего частным меценатам, таким как основательница музея Катарине Лориллард Вольфе (1828—1887), из денежных фондов которой были приобретены работы Энгра, представленные на экспозиции. Приблизительно четверть демонстрирующихся на выставке работ являются даром музею Луизы В. Хавемайер. Экспозиция проводит тем самым параллели между музеем Метрополитен и Старой национальной галереей в Берлине, чья коллекция импрессионистов создавалась Гуго фон Чуди при поддержке частных коллекционеров и меценатов. Одновременно с экспозицией из музея Метрополитен Старая национальная галерея под названием «Франция в Старой национальной галерее» показывает выставку полотен французского импрессионизма из собственного собрания. Помимо полотен на выставке представлены также рисунки и эстампы. Рядом с полотнами французских живописцев показываются картины немецких художников.

## Отзывы критики

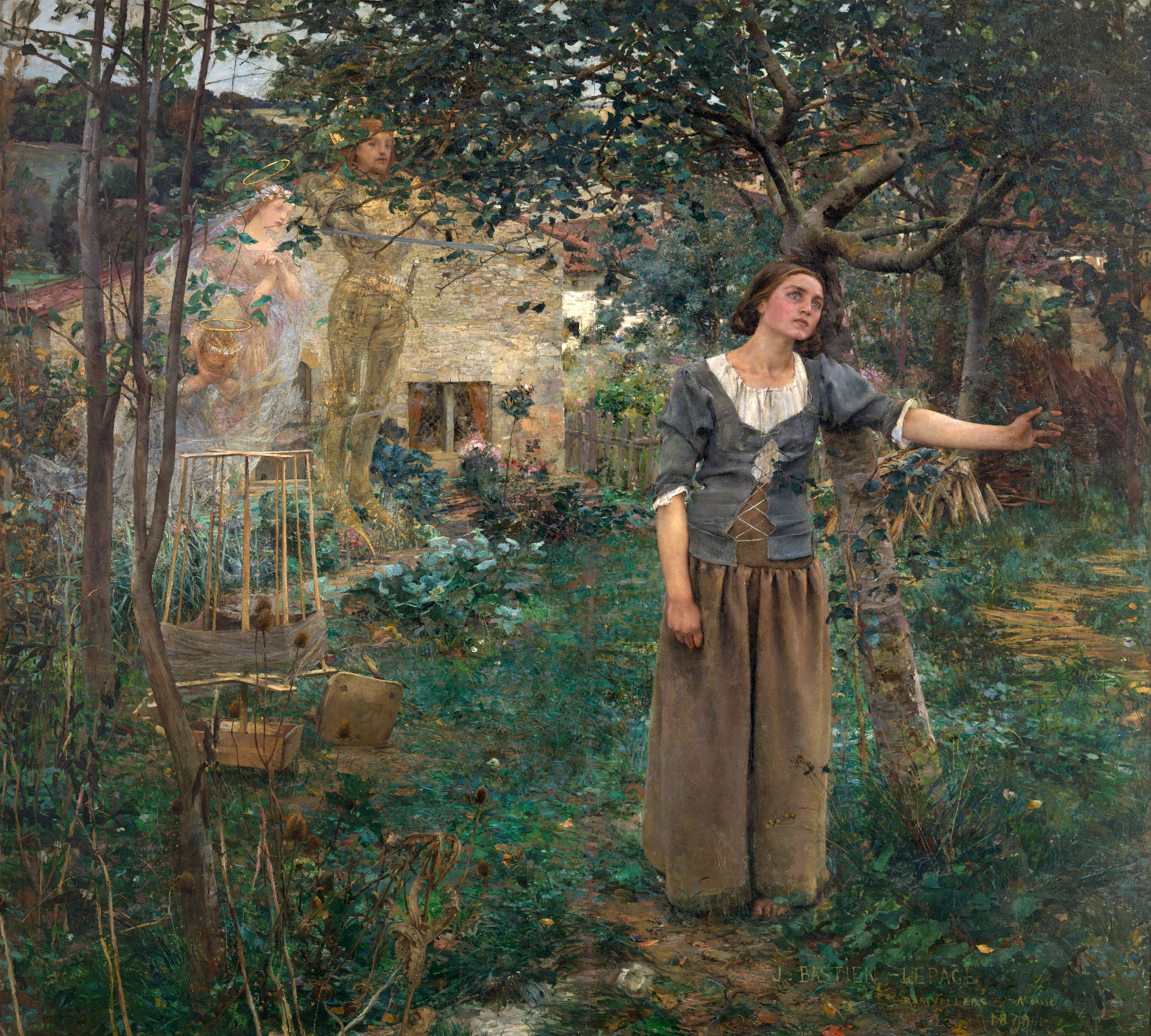
«Жанна д’Арк», Жюль Бастьен-Лепаж, 1879

Подавляющее большинство средств массовой информации положительно отозвалось об открытии выставки, назвав её большим культурным событием. Федеральный президент Германии Хорст Кёлер высказался так по поводу открытия экспозиции: «Она является духовным и культурно-историческим событием крупного масштаба» и «Европа возвращается к самой себе». После посещения выставки в одном из интервью немецкий президент выразил своё восхищение полотном Жюля Бастьена-Лепажа «Жанна д’Арк».
Выставку подверг критике директор отдела культуры «Дойчландфунк» Штефан Кольдехофф. Он отметил, что не все представленные на выставке экспонаты действительно являются шедеврами, и охарактеризовал её в этой связи как «обманчивую обёртку». Эти высказывания связаны с некоторыми ограничениями, с которыми столкнулись организаторы выставки при выборе работ, и отражают обоснованное разочарование, вызванное тем, что многие известные живописцы представлены на выставке отнюдь не самыми лучшими работами.

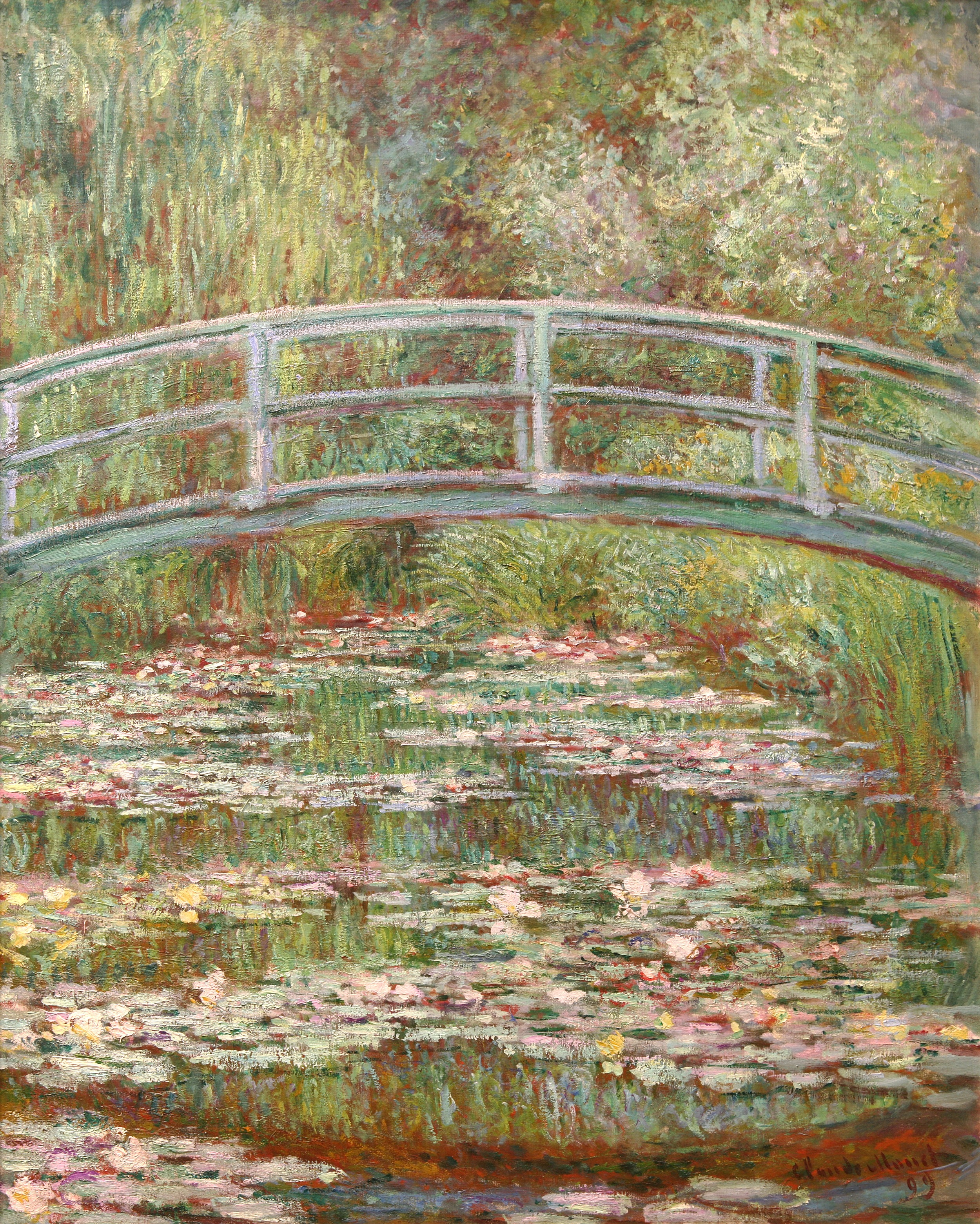
«Мост над прудом с водяными лилиями», Клод Моне, 1899

Помимо полотен, которые из соображений сохранности не были переданы в экспозицию в Берлине, в неё не попали полотна фондов Вальтера Анненберга и Штефана Кларка. Фонд Анненберга принципиально не передаёт свои полотна на выставки, а полотна фонда Кларка участвуют летом 2007 г. в выставке музея Метрополитен. Так, «Портрет Мане» из фонда Анненберга и «Портрет актрисы Тиллы Дюрье» кисти Пьера Огюста Ренуара из фонда Кларка не смогли попасть в Берлин. Оба полотна могли бы придать новые краски берлинской выставке.

## Живописцы
На выставке представлены 150 работ, созданные 44 художниками. В экспозиции демонстрируются полотна и скульптуры, созданные с 1801 по 1920 гг., начиная с романтизма, охватывая импрессионизм и заканчивая ранним модерном. Помимо французских мастеров в коллекции «Самые красивые французы из Нью-Йорка» находятся также работы нидерландца Винсента ван Гога, испанца Пабло Пикассо и итальянца Амедео Модильяни. В экспозиции представлено более семи работ Камиля Коро, Гюстава Курбе, Эдгара Дега, Эдуарда Мане и Клода Моне. Если в Хьюстоне музей Метрополитен представил из своих собраний только живописные шедевры, то на выставке в Берлине в дополнение демонстрируются ещё и скульптуры Дега, Майоля и Огюста Родена.
Данная классификация живописцев основана на материалах выставки.
| Мари-Дениз Вильер 1774—1821 Жан Огюст Доминик Энгр 1780—1867 Орас Верне 1789—1863 Эжен Делакруа 1798—1863 Теодор Жерико 1791—1824 Тома Кутюр 1815—1879 Эрнест Месонье 1815—1891 Александр Кабанель 1823—1889 Пьер Пюви де Шаванн 1824—1898 Гюстав Моро 1826—1898 Жюль Бастьен-Лепаж 1848—1884 Теодор Шассерио 1819—1856 Жан-Леон Жером 1824—1904 Гюстав Курбе 1819—1877 Оноре Домье 1808—1879 Жан-Франсуа Милле 1814—1875 Жюль-Адольф Бретон 1827—1906 Анри Фантен-Латур 1836—1904 Камиль Коро 1796—1875 Шарль Франсуа Добиньи 1817—1878 Эжен Буден 1824—1898 | Эдуард Мане 1832—1883 Эдгар Дега 1834—1917 Клод Моне 1840—1926 Берта Моризо 1841—1895 Камиль Писсарро 1830—1903 Альфред Сислей 1839—1899 Пьер Огюст Ренуар 1841—1919 Одилон Редон 1840—1916 Максимильен Люс 1858—1941 Жорж-Пьер Сёра 1859—1891 Поль Синьяк 1863—1935 Поль Сезанн 1839—1906 Поль Гоген 1848—1903 Анри Руссо (der Zöllner) 1844—1910 Винсент ван Гог 1853—1890 Анри Тулуз-Лотрек 1864—1901 Пьер Боннар 1867—1947 Эдуар Вюйар 1868—1940 Анри Матисс 1869—1954 Пабло Пикассо 1881—1973 Амедео Модильяни 1884—1920 Огюст Роден 1840—1917 Эдгар Дега 1834—1917 Аристид Майоль 1861—1944 |

## Выставленные работы

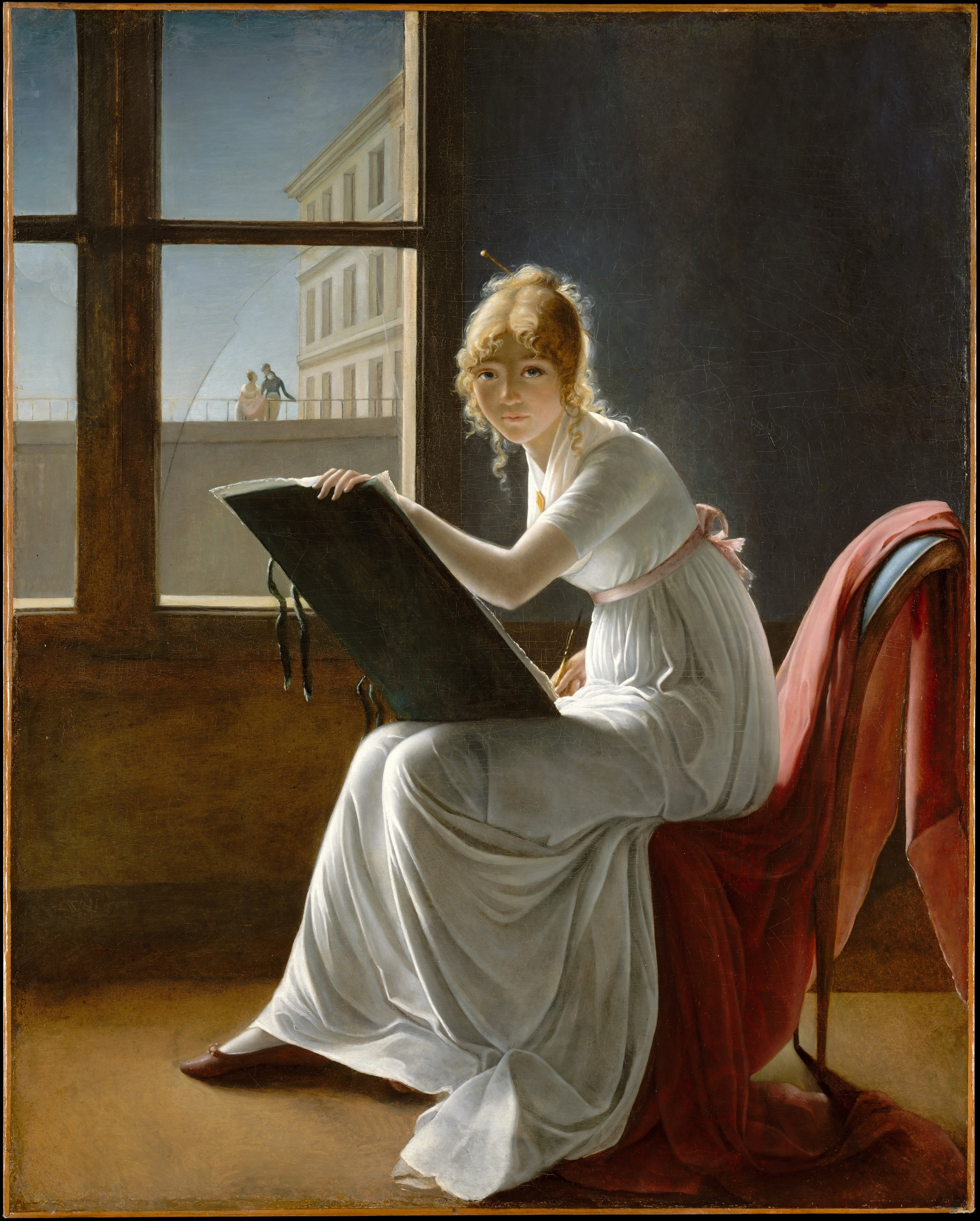
Мари-Дениз Вильер: Рисующая молодая женщина, 1801
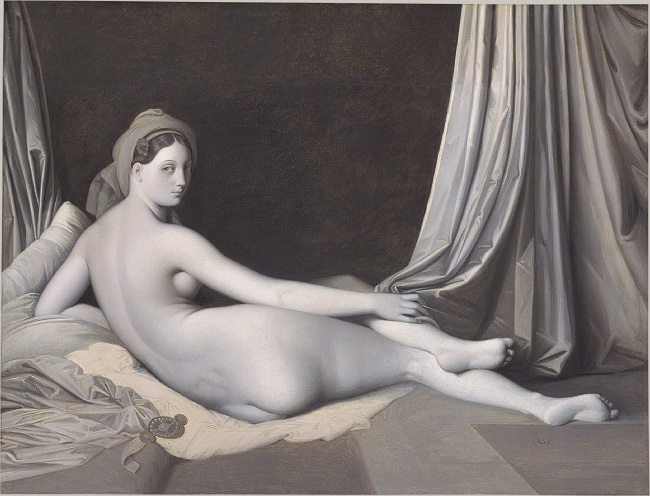
Жан-Огюст Доменик Энгр: Одалиска в гризайли
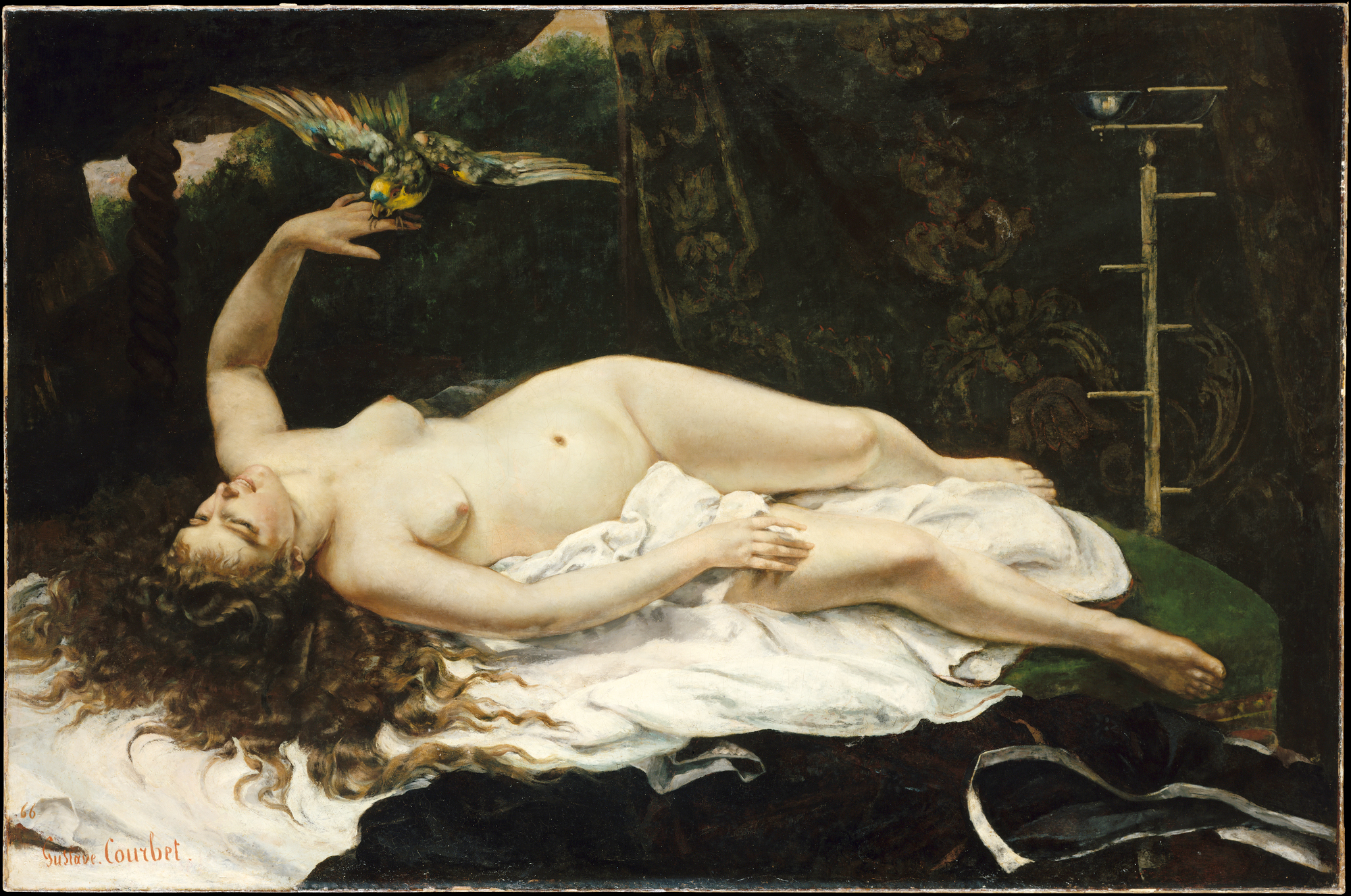
Гюстав Курбе: Женщина с попугаем
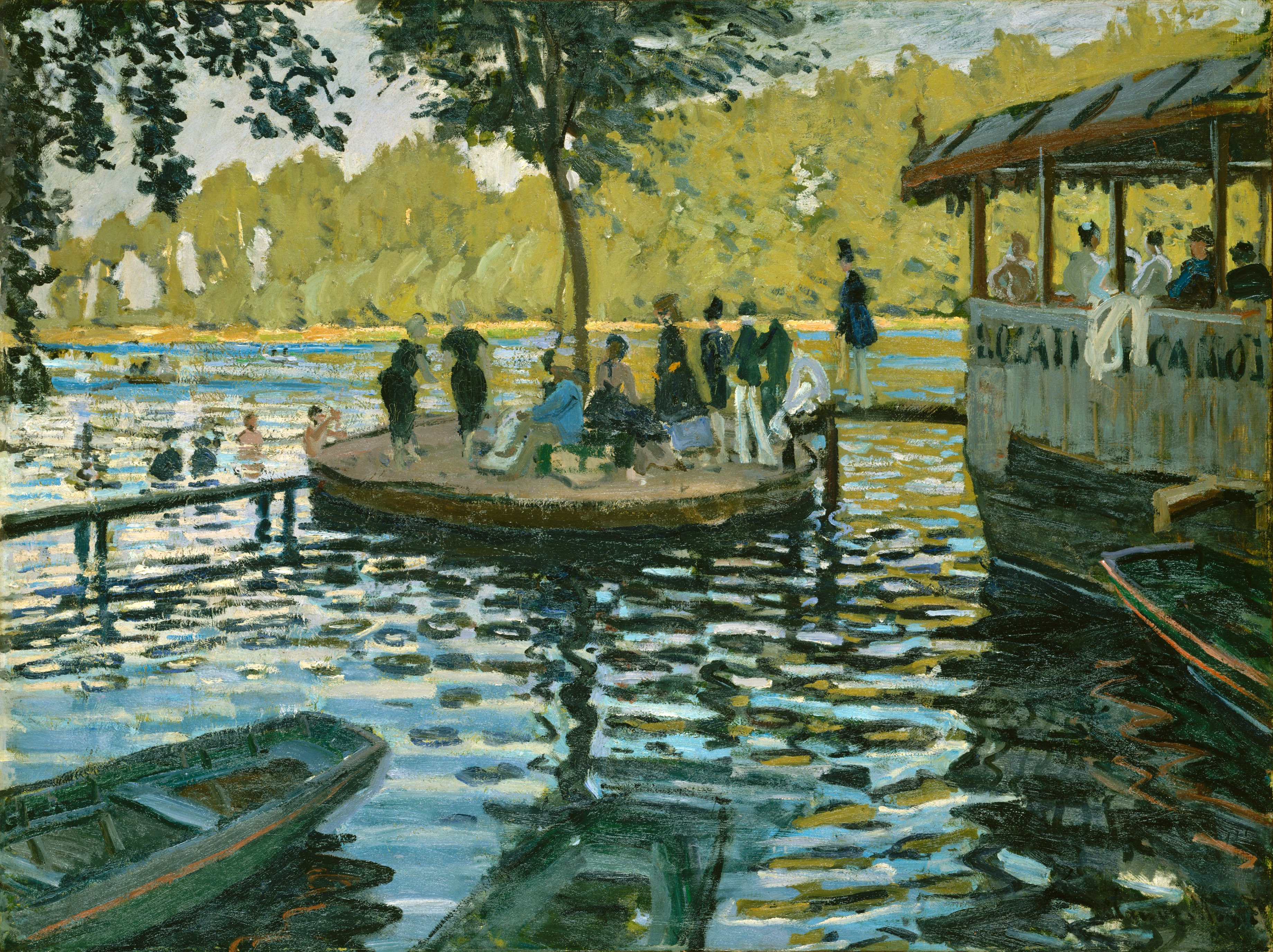
Клод Моне: Лягушатник
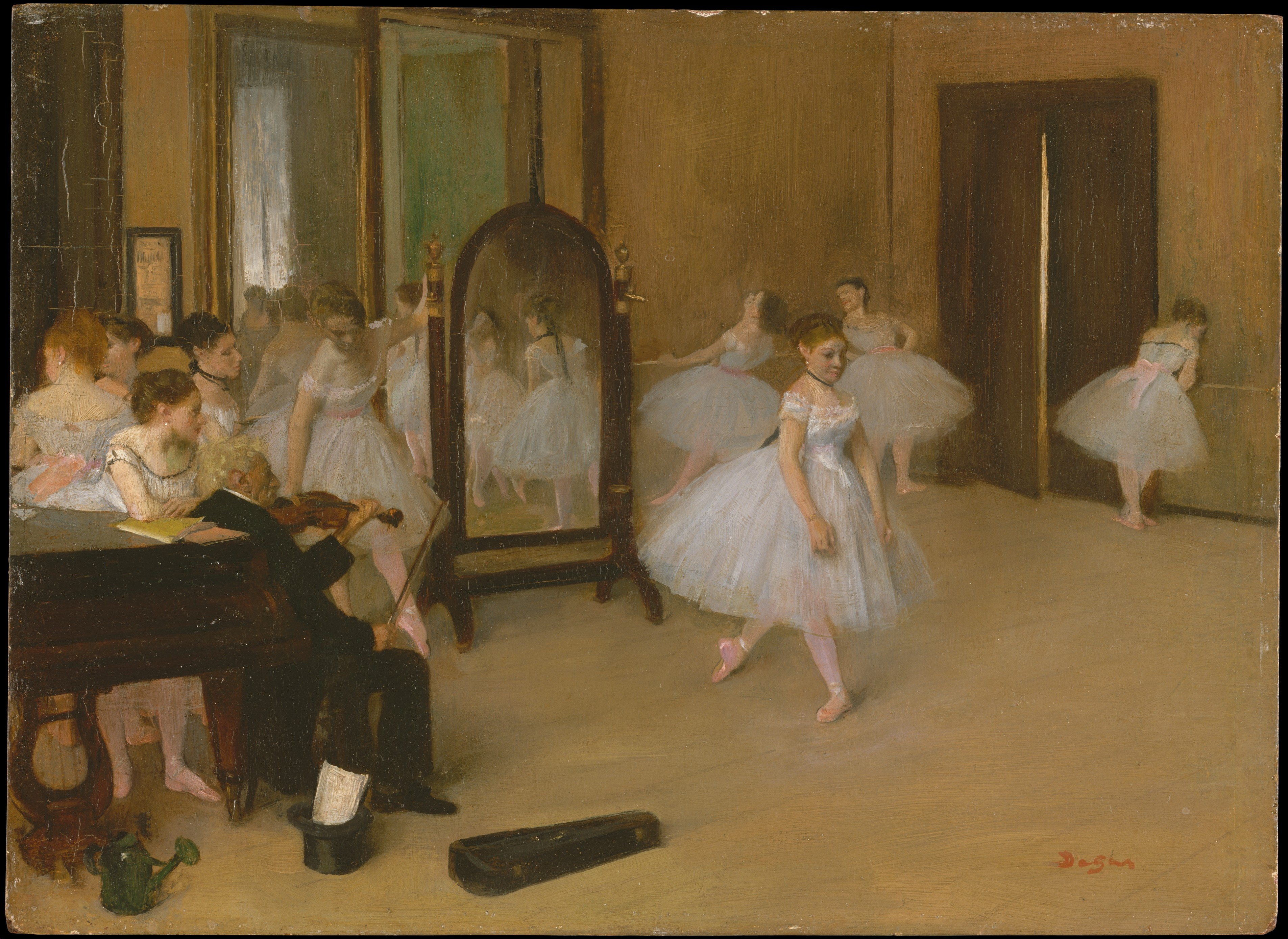
Эдгар Дега: Танцевальный зал
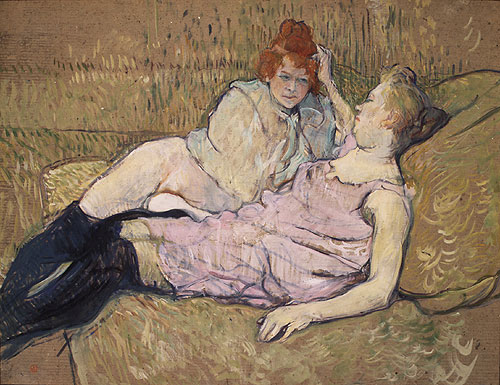
Анри де Тулуз-Лотрек: Софа
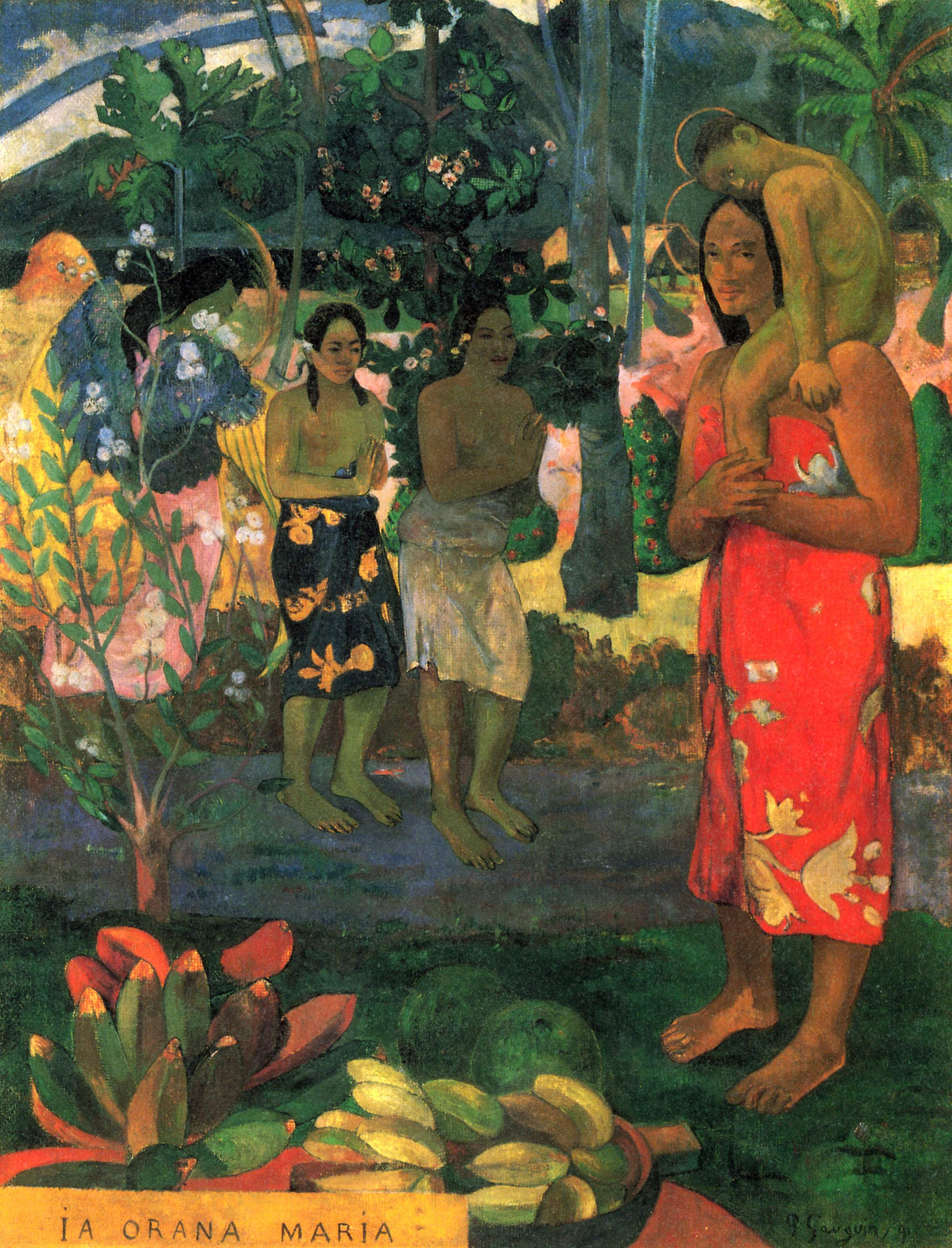
Поль Гоген: Приветствую тебя, Мария
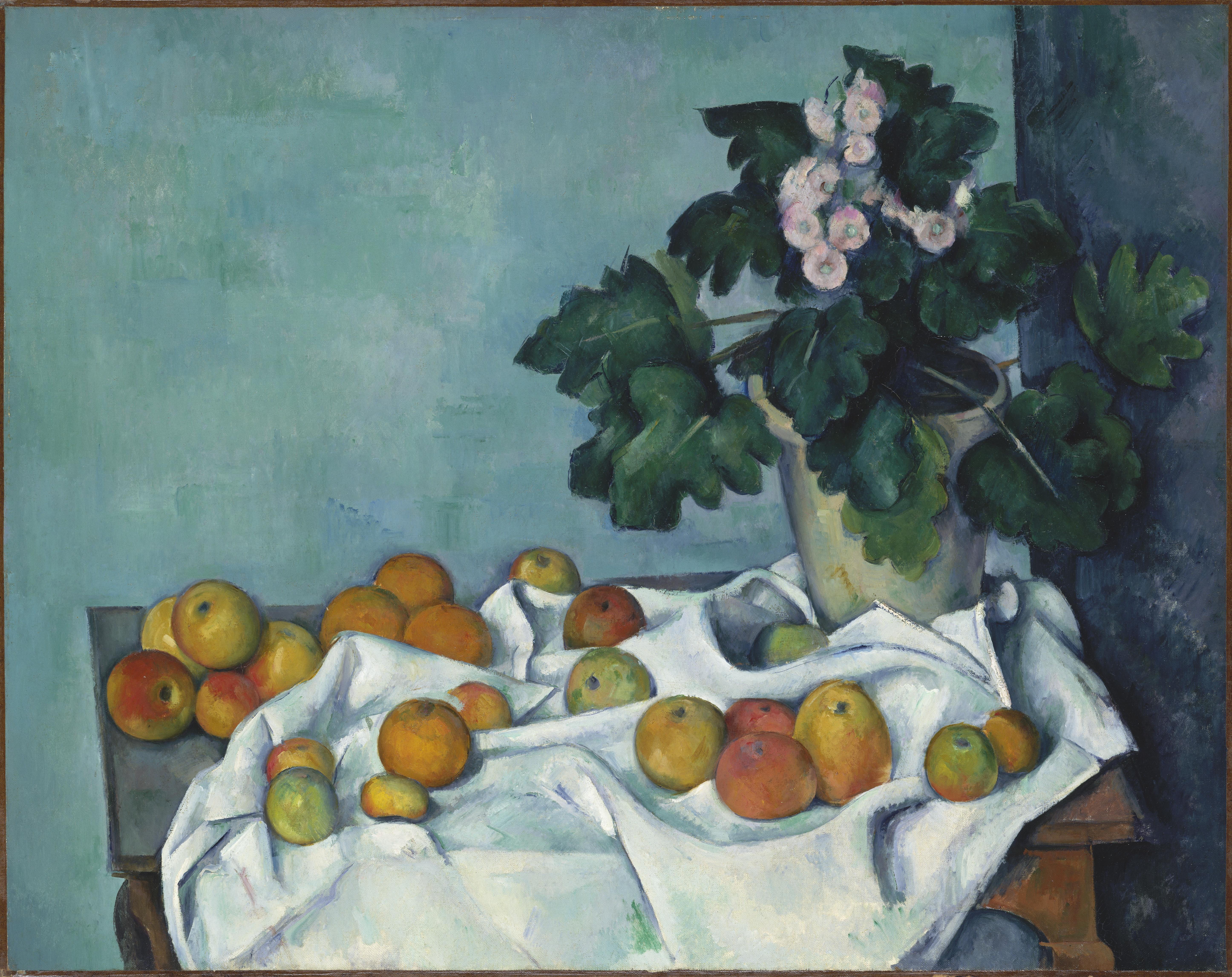
Поль Сезанн: Горшок с геранью и фрукты
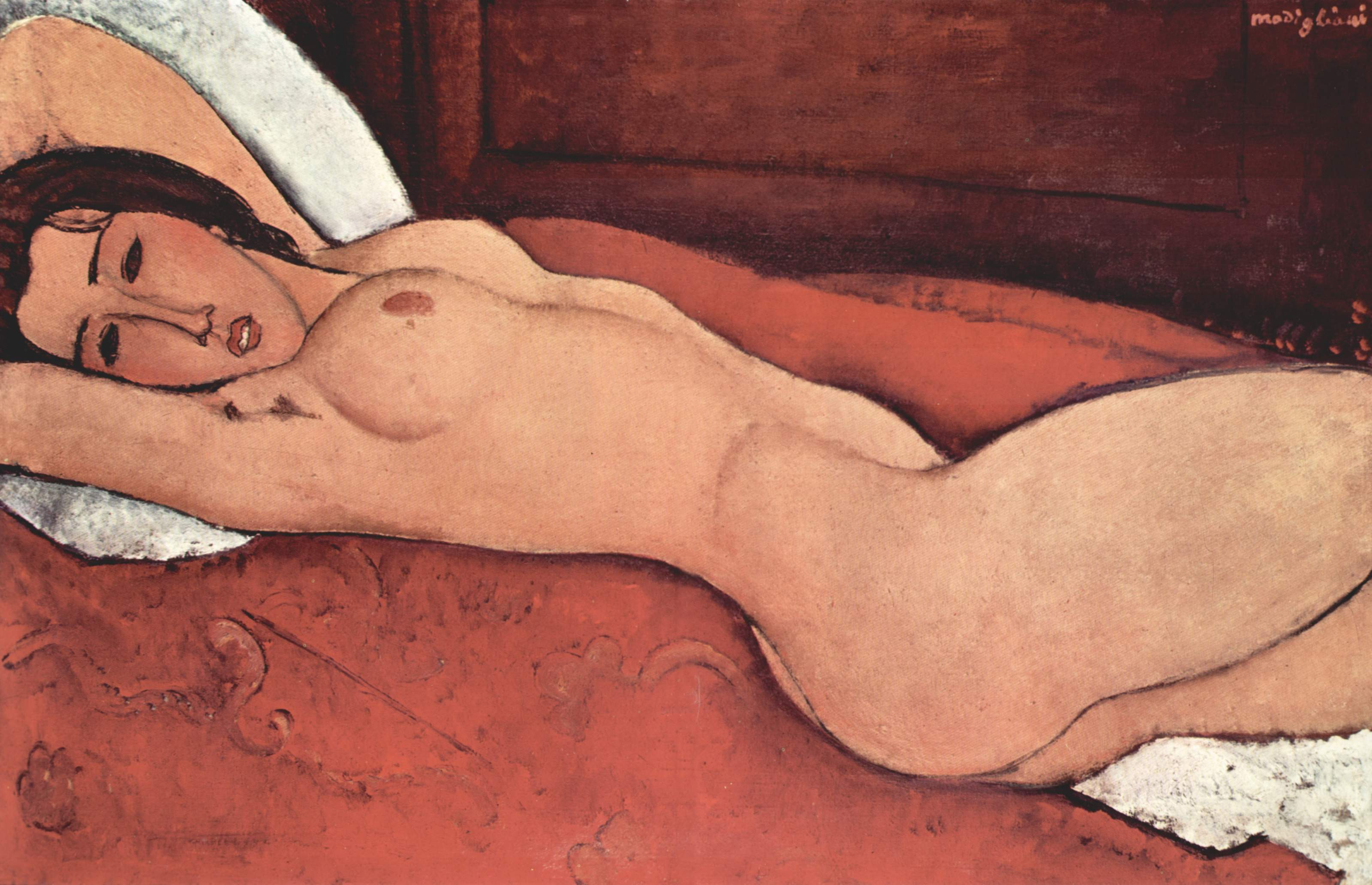
Амедео Модильяни, 1917, Лежащая ню
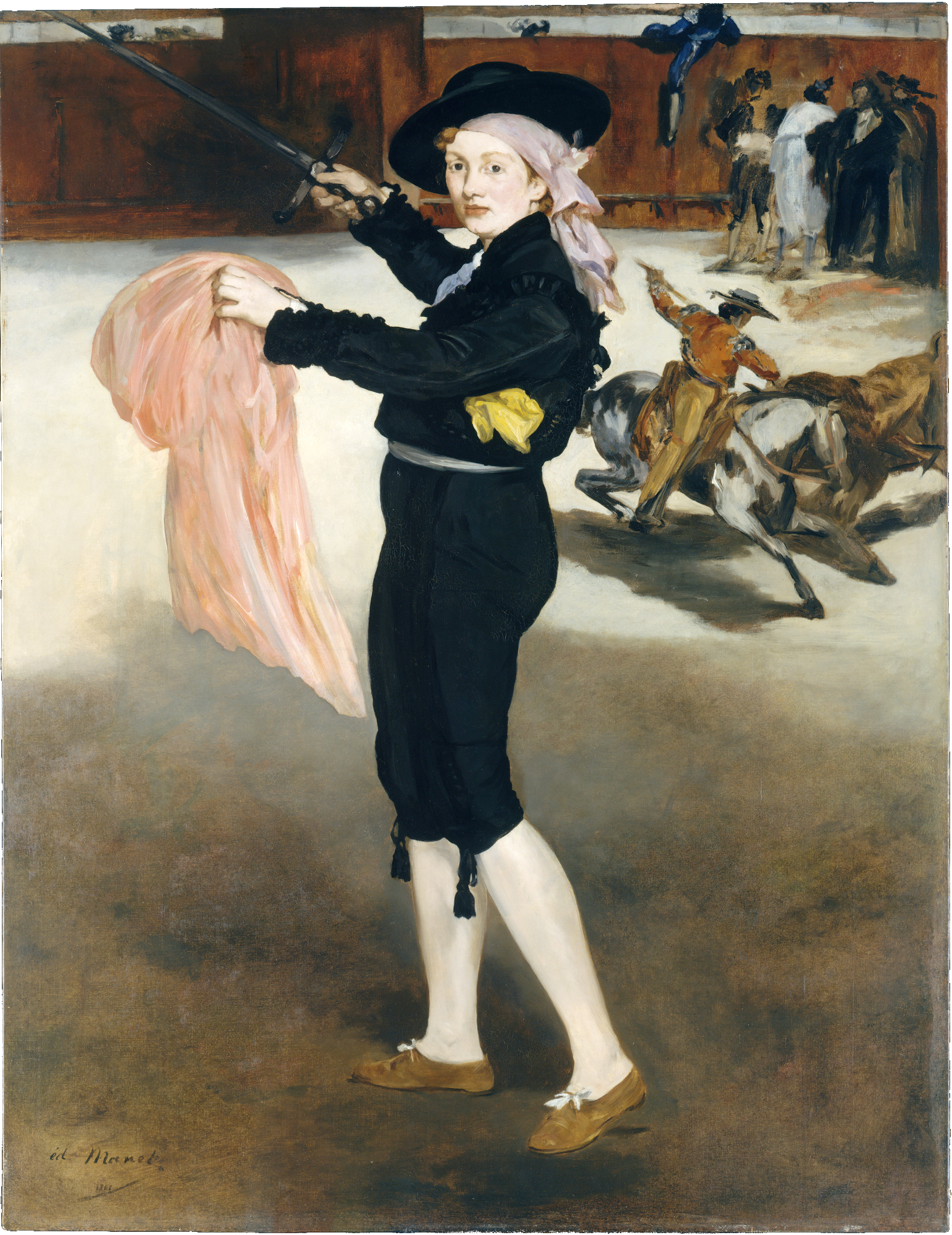
Эдуар Мане, 1862, Мадемуазель В. в костюме эспады
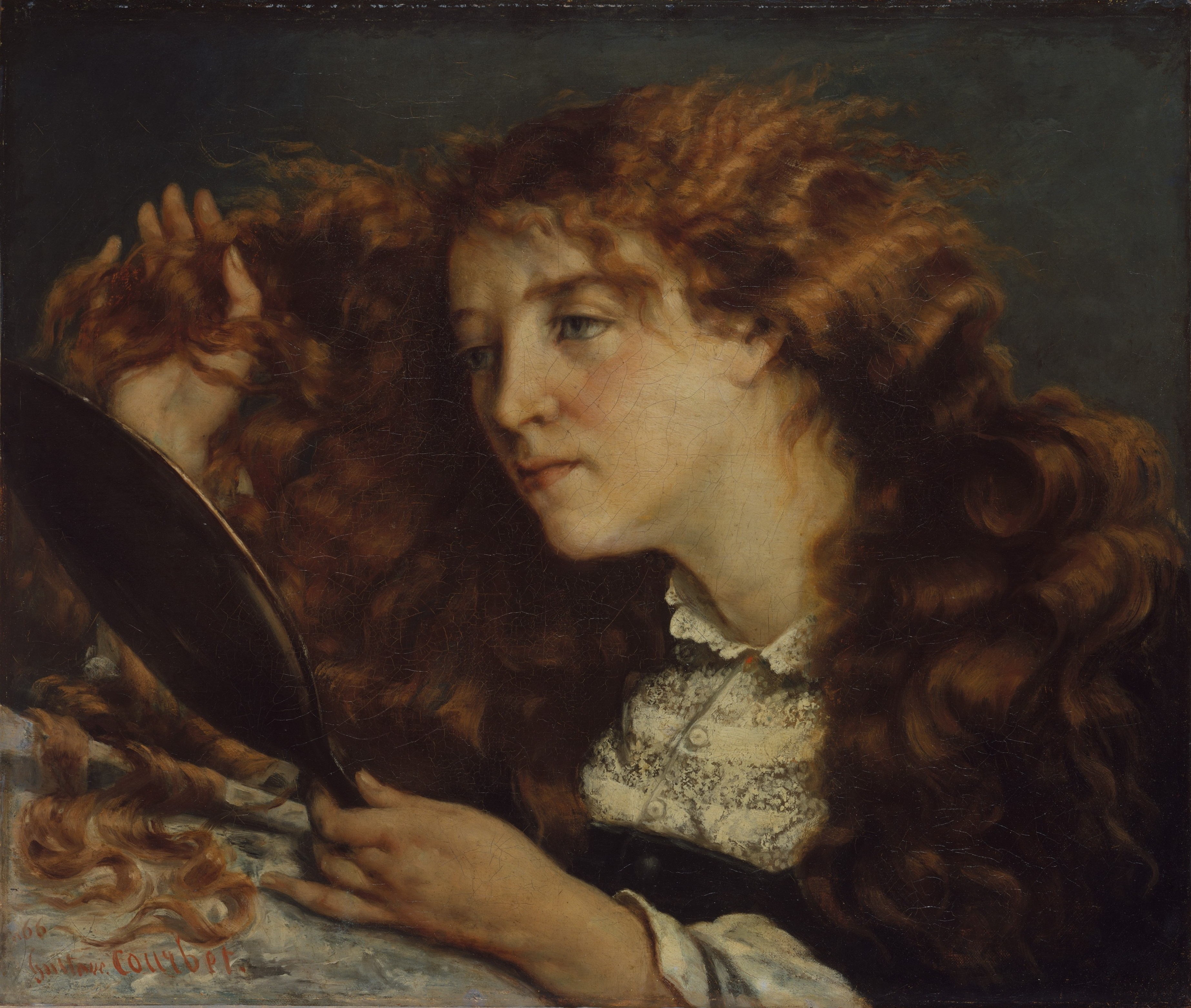
Гюстав Курбе, 1866, Джо, прекрасная ирландка
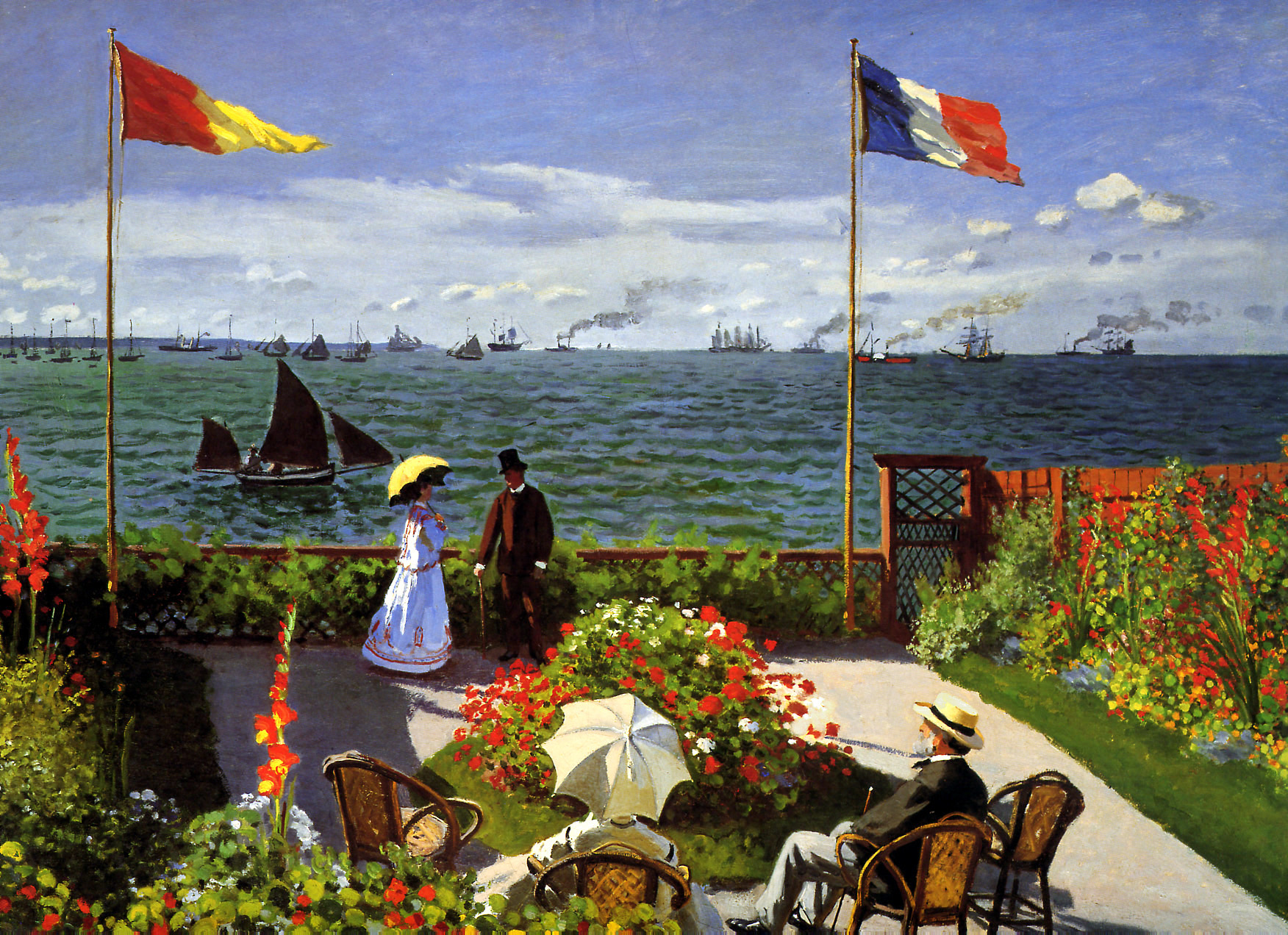
Клод Моне, 1867, Терраса в Сент-Адресс